# Кухаренко, Семён Вадимович
Семён Вади́мович Кухаре́нко (укр. Семен Вадимович Кухаренко; Щорс) — украинский военнослужащий, подполковник, участник российско-украинской войны. Герой Украины (2023).

## Биография
Семён Кухаренко родился и вырос в городе Щорс Черниговской области. После окончания Сновского лицея № 3 поступил в военное учебное заведение и посвятил себя военной службе.
Весной и летом 2023 года подполковник Кухаренко, во время отражения вторжения России на Украину, принимал участие в обороне населённых пунктов Донецкой области, включая Бахмут.
1 октября 2023 года, в День защитников и защитниц Украины, Семён Кухаренко был удостоен звания Героя Украины с вручением ордена «Золотая Звезда» из рук Президента Украины Владимира Зеленского на территории Национального историко-архитектурного музея «Киевская крепость» в присутствии военно-политического руководства страны и иностранных дипломатов.

## Награды
- Звание «Герой Украины» с вручением ордена «Золотая Звезда» (28 сентября 2023) — за личное мужество и героизм, проявленные в защите государственного суверенитета и территориальной целостности Украины, верность военной присяге.